# Theodor Green
Theodor Hans Carsten Green (18. marts 1838 i Aalborg – 26. september 1909 i København) var en dansk grosserer og redaktør, der grundlagde Dagbladet Børsen.
Green var købmandsuddannet og løste i 1866 grossererborgerskab i København, hvortil faderen allerede i 1852 var flyttet med sin tændstikfabrik. Sammen med senere generalkonsul M.S. Thielemann drev Green 1867-1872 en forretning, der handlede med kemikalier, huder og skind, men i 1875 etablerede han en vekselererforretning. Han kæmpede for oprettelsen af et dansk handelsministerium og et handelskammer. I tråd med denne kamp oprettede han i 1896 Børsen, der tre år senere blev dagblad og officielt organ for Grosserer-Societetet. Allerede i 1900 overdrog han ledelsen af bladet til slægtningen, senere nationalbankdirektør Holmer Green samt Hendrik Stein og fik således ikke andel i bladets succes.
Greens navn er også knyttet til børshåndbogen Green's danske Fonds og Aktier, i hvis første bind udkom 1883 under hans redaktion som en fortsættelse af de tidligere aktie- og obligationskalendere, og hvis udgivelse efter århundredskiftet ligeledes overgik til de forannævnte Holmer Green og Hendrik Stein. Green havde også interesse for Københavns Børs, hvilket bl.a. udmøntedes i den lille bog Børsen i København (1898).
1873 blev han Ridder af Dannebrog.
Han er begravet på Holmens Kirkegård.